# Kinder- und Jugendfreizeiteinrichtung
Unter einer Kinder- und Jugendfreizeiteinrichtung versteht man eine Einrichtung der offenen Kinder- und Jugendarbeit. Oft werden derartige Einrichtungen auch als Jugendhaus, Jugendzentrum (JZ, JUZ, JUZE), Jugendcafé, Jugendtreff, Jugendklub, Jugendfreizeitstätte, Jugendfreizeitheim (JFH), Kinderfreizeitheim, Haus der Jugend (HdJ) oder ähnlich bezeichnet. Auch manche Schülerläden sind Einrichtungen der offenen Kinder- und Jugendarbeit.
Als Häuser der offenen Tür (HoT) bieten sie Kindern und Jugendlichen niederschwellige Angebote und Programme. Oft spezialisieren sich einzelne Einrichtungen auf bestimmte Alters- und Zielgruppen (z. B. Jugendliche, Lückekinder, Mädchen, …) und drücken dies nicht selten in ihrer Eigenbezeichnung aus. Entsprechend werden die Angebote der jeweiligen Einrichtung gestaltet.
Bundeseinheitlich sind die §§ 11–15 (Jugendarbeit und Jugendsozialarbeit) des KJHG (Kinder- und Jugendhilfegesetz) die gesetzliche Grundlage der meisten Einrichtungen.

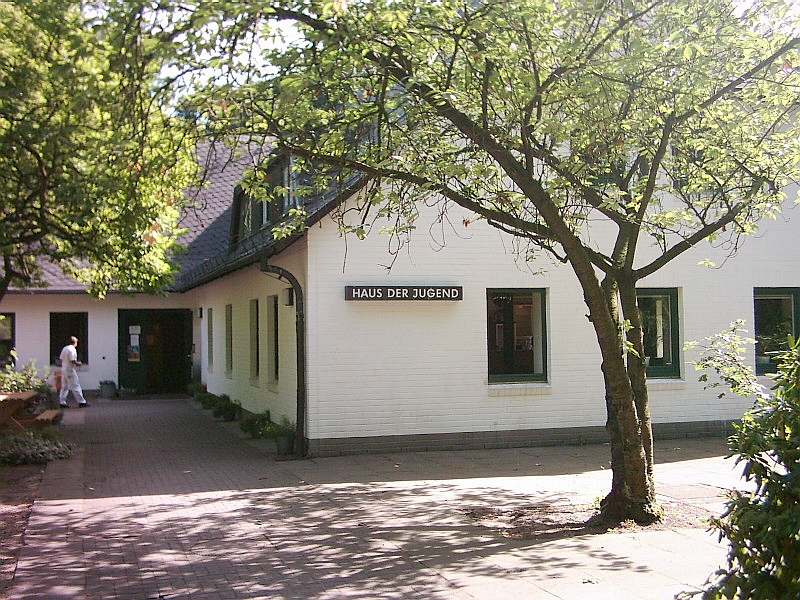
Ein Haus der Jugend
in Hamburg-Hamm

## Trägerschaft
Die Träger von Jugendfreizeiteinrichtungen sind in der Regel Kommunen (Städte oder Gemeinden) sowie Kirchen oder andere freie Träger der Jugendhilfe (z. B. Feuerwehren, DRK, ASB, örtliche Vereine). Die Fachaufsicht hat in der Regel das örtliche Jugendamt bzw. die Gemeinde-Jugendpflege. Mittels des Instrumentes des Jugendhilfeausschusses, werden unter anderem die Fördermittel für die einzelnen Einrichtungen festgesetzt.
Da es – im Gegensatz zum Rechtsanspruch auf einen Kindergartenplatz – in Deutschland bislang noch keine verbindliche Verpflichtung für die Kommunen zum Betrieb von Jugendfreizeiteinrichtungen gibt, sind immer wieder – im Zuge von allgemeinen Sparmaßnahmen – Einrichtungen von der Schließung bedroht.

## Arbeitsansätze
Typische Arbeitsschwerpunkte und die damit verbundenen sozialpädagogischen Konzeptionen von Kinder- und Jugendfreizeiteinrichtungen sind häufig eine Kombination aus mehreren der folgenden Ansätze:
- Prävention und Freizeitpädagogik: Alternativen zu „Herumhängen“ und Langeweile durch attraktive Programme (z. B. Discos, Ferienprogramme, Kinder- und Jugendfreizeiten, Gruppenangebote) sowie durch unverbindliche Treffmöglichkeiten im Cafébetrieb mit Spielmöglichkeiten (typisch sind Kicker, Tischtennis, Billard und Spieleverleih an der Theke)
- Beratung und Einzelfallhilfe: in schwierigen Lebenslagen und bei jugendtypischen Problemen (z. B. Übergang Schule-Beruf, Eltern, Drogen, Liebe und Sex, Rechtsfragen)
- Kultur und Subkultur: Realisation jugendkultureller Veranstaltungen (z. B. Konzerte, Musikfestivals, Jugendtheater)
- Bildung: Seminare und Workshops zu jugendrelevanten Themen (z. B. Gruppenleiterschulung, Bewerbungstraining, Selbstverteidigungskurs, Internet-Seminar)
- Partizipation: Teilhabe, Mitgestaltungs- und Mitwirkungsmöglichkeiten bei Programmen und Projekten, in Teams und Arbeitsgruppen (z. B. Caféteam, Discoteam, Konzert-Arbeitsgruppe) sowie eventuell in Gremien oder dem Jugendhausverein
- Party-zipation: Räume und Freiräume für Jugendliche und junge Erwachsene, (z. B. Vermietungen und private Raumnutzungen außerhalb der Öffnungszeiten, Raumvergabe an verschiedene Nutzergruppen, Proberäume für lokale Schülerbands)
- Gemeinwesenorientierung und Vernetzung: Kooperation mit Schulen, Verbänden, Institutionen und Initiativen vor Ort bei Jugendthemen, Service und Verleih von Spielgeräten oder Veranstaltungstechnik für Jugend- und Kulturveranstaltungen
- Medienpädagogische Projekte: Einführung und Schulung der Jugendlichen in den Umgang mit den zukunftsweisenden neuen Medien (Filmprojekte, Internet, Homepagedesign etc.)

### Selbstverwaltete Jugendhäuser
Unter dem Begriff selbstverwaltet wird dabei verstanden, dass in dem Jugendhaus keine Leiter, wie angestellte Sozialpädagogen, die Entscheidungsgewalt in Grundsatzfragen haben. Stattdessen entscheiden ehrenamtlich Mitarbeitende gemeinsam, beziehungsweise der Vereinsvorstand oder eine Vollversammlung der Jugendlichen u. a. über Ziele, Veranstaltungsinhalte oder die Verwendung der Finanzen, basisdemokratisch. In diesem Rahmen können Jugendliche sich selbst und ihre Fähigkeiten entdecken. Auch lernen sie die Funktionsweise von Demokratie kennen, Interessen durchzusetzen, die der anderen zu akzeptieren, und dass nicht allen alles gerecht werden kann. Oft fehlten und fehlen finanzielle Mittel, denn die Städte unterstützen solche Einrichtungen nur bedingt (bzw. gar nicht).
Wahrscheinlich das älteste selbstverwaltete noch bestehende Jugendzentrum in Deutschland ist das der Aktion Jugendzentrum Backnang e. V., gegründet und am 6. April 1971 ins örtliche Vereinsregister eingetragen. Ebenfalls 1971 entstand die selbstverwalte Aktion Jugendzentrum Neumünster e. V. (AJZ), sowie am 15. November 1971 der Jugendclub Wadrill e. V.
In den 1970er Jahren war die Frage der Selbstverwaltung bzw. der Mitbestimmung oft eine der wesentlichen Konfliktlinien zwischen den eher auf friedliche Kooperation bzw. Koexistenz mit den kommunalen Autoritäten setzenden Gruppen wie der Arbeitsgemeinschaft der Jungsozialisten der SPD (Jusos) und der Sozialistischen Deutschen Arbeiterjugend (SDAJ) einerseits und den auf Konfrontation bereiten Gruppen bzw. einzelnen Jugendlichen.
Selbstverwaltung wurde in den 1970er Jahren wiederholt und teilweise bis heute anhaltend versucht, mit Hausbesetzungen durchzusetzen (z. B. in Bremen ein Haus Auf den Häfen, in West-Berlin das Georg-von-Rauchhaus, das Tommy-Weisbecker-Haus, die Putte im Wedding, das Arbeiterjugendzentrum Bielefeld und das Erich-Dobhardt-Haus Dortmund).

### Mobile Jugendzentren

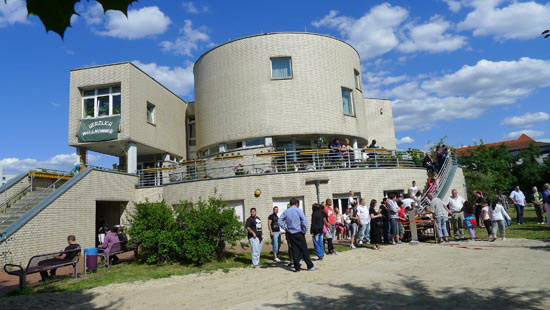
Jugend-, Kultur- und Werkzentrum Grenzallee in Berlin

In Gegenden, in denen es keine festen Jugendzentren gibt, können mobile Jugendzentren (etwa in Form von Bussen) deren Funktionen vor Ort bringen und so solchen Kindern und Jugendlichen einen Zugang ermöglichen, die ansonsten zu weit abgelegen wohnen.
Ein Beispiel hierfür ist das mobile Jugendzentrum Of(f) Road, ein Gemeinschaftsprojekt der Kaiserswerther Diakonie und des Jugendamtes Düsseldorf für den Düsseldorfer Norden. Ein umgebauter ehemaliger Linienbus bietet Spiele, Ansprechpartner, eine gemütliche Sitzecke und Internetzugang.

### Jugendkulturwerke und -zentren
Eine besondere Art von Kinder- und Jugendfreizeiteinrichtungen stellen die sogenannten Jugendkulturwerke und -zentren dar, deren Schwerpunkte eine breite Palette generations- und nationalitätsübergreifender Angebote sowohl im kulturellen und sportlichen als auch im gestalterisch-handwerklichen und kreativen Bereich umfassen; in eigenen Werkstätten und Technikräumen bieten diese eine preisgünstige oder gar kostenlose Alternative zu kommerziellen Einrichtungen. Als ein gutes Beispiel eines solchen Zentrums kann man das „Jugend-, Kultur- und Werkzentrum Grenzallee“ in Berlin betrachten.

## Zielgruppen
Jugendfreizeiteinrichtungen als niederschwellige Angebote erreichen insbesondere benachteiligte, sozial schwächere junge Menschen, die andernorts oft ausgegrenzt werden (Exklusion). So spiegelt die typische Besucherstruktur einer Jugendfreizeiteinrichtung mit ihrem hohen Anteil Jugendlicher aus Migrantenfamilien multi-kultureller Herkunft, überproportionalem Anteil an Haupt- und Förderschülern sowie einem hohen Anteil verhaltensschwieriger bis gewaltbereiter, vorzugsweise männlicher Jugendlicher gesamtgesellschaftliche Schieflagen wider.
Je nach Einrichtung und Arbeitsschwerpunkten werden mit zusätzlichen Angeboten weitere jugendliche Zielgruppen angesprochen. So wird im „Gender-Mainstreaming“ mit geschlechtsspezifischer Mädchenarbeit und in den letzten Jahren auch zunehmend über Jungenarbeit versucht, die Chancengleichheit beider Geschlechter zu verbessern.
Kinderangebote (Lücke-Treffs) und Teenie-Clubs richten sich an jüngere Altersgruppen. In manchen Einrichtungen existieren nach oben Altersbeschränkungen, um dem Verdrängen der Kinder durch Jugendliche entgegenzuwirken. Kurse und besondere Einzelveranstaltungen zielen häufig auch auf Erwachsene oder ehrenamtliche Helfer.

## Personal
In Kinder- und Jugendfreizeiteinrichtungen werden als hauptamtliches, pädagogisches Personal in der Regel Sozialpädagogen, Sozialarbeiter, Jugend- und Heimerzieher und Erzieher oder andere pädagogische Fachkräfte eingesetzt. Häufig wird ein Teil der Arbeit von Bundesfreiwilligendienstlern, FSJ´lern, ehrenamtlichen Mitarbeitern und engagierten Einzelpersonen getragen und ermöglicht.

## Zusammenarbeit
Verschiedene Jugendeinrichtungen sind ihrerseits in Arbeitsgemeinschaften oder Verbänden zusammengeschlossen (z. B. AOJA im Landkreis Tübingen, Kreisjugendringe, Landesjugendringe). Dort werden oft auch Arbeitshilfen (z. B. ABC der Jugendhäuser) herausgegeben oder weitere Beratungsangebote gemacht.